# Luca Signorelli
Luca Signorelli (oko 1450. – 16. listopada 1523.) bio je talijanski renesansni slikar poznat po crtačkoj vještini i uporabi perspektive. Velika freska Posljednji sud (1499. – 1503.) u Katedrali u Orvietu se smatra njegovim remek-djelom.

## Vanjske poveznice
- Art UK
- Luca Signorelli - Maud Cruttwell